# Радничка партија Бангладеша
Радничка партија Бангладеша (বাংলাদেশের ওয়ার্কার্স পার্টি) је политичка партија која делује у Бангладешу.
Основана је 1980. године, спајањем Комунистичке партије Бангладеша (лењинистичка), Револуционарног комунистичког савеза, Маждур партије и осталих мањих групација. За првог секретара био је изабран Амал Сен.
Године 1984, партија се раздвојила на две фракције, од којих је један била под вођством Амала Сена, а друга под Назрулом Исламом. Сектетар друге фракције био је Рашед Кан Менон, каснији секретар Радничке партије Бангладеша. Наиме, 1992. године, две фракције су се поново ујединиле.
Масовне организацијуе које делују у саставу Радничке партије, су Савез студената, Савез омладине, Фронт радника, Фронт сељака и Фронт жена.
Партија је тренутно чланица коалиције политичких странка тзв. Великог савеза, који чини већину у бангладешком парламенту.